# Imma diluticiliata
Imma diluticiliata är en fjärilsart som beskrevs av Walsingham 1900. Imma diluticiliata ingår i släktet Imma och familjen Immidae. Inga underarter finns listade i Catalogue of Life.